# Індійський леопард
Пардус індійський, або індійський леопард (Panthera pardus fusca) — це підвид пантери плямистої, що мешкає в субконтиненті Азії. Індійський пардус — один з трьох великих видів "котів" (підродина пантерових), що мешкають в Індії. Дві інші "великі кішки" — це Азійський лев і Бенгальський тигр.

## Ареал
Мешкає в Непалі, Бутані, Бангладеш, Пакистані, південному Китаї і північній Індії. Живе в різних умовах: у сухих листяних лісах, тропічних лісах, північних хвойних лісах, екосистемі пустель, і навіть на територіях де живуть люди.

## Зовнішність
Як і всі леопарди, індійський пардус має плямистий окрас, схожий на "розетки". Решта його шкіри має перехід від блідо-коричневого до золотистого-білого кольора. 
Розміри цього леопарда схожі на розміри африканського леопарда. Самці мають розмір тіла 127–142 см, хвіст довжиною 76–91 см і вагу 50–77 кг. Самиці є меншими: розмір тіла 104–117 см, довжина хвоста 76–88 см, а вага всього лиш 29–34 кг.

## Загрози
Попри те, що Індійський пардус є одною з найпоширеніших кішок у неволі, він все ж підданий небезпеці. У тій місцевості де живуть пардуси, є багато інших великих хижаків. Вони можуть знищити дитинчат, а Азійський лев і Бенгальський тигр можуть навіть напасти на дорослого пардуса і здолати його.
Пардус не дуже боїться людей, а тому легко краде худобу. Також ці леопарди деколи нападають на людей. Тому люди починають полювати на них. Щоб рятувати тварин, які наближаються до людей, Індійський Департамент Лісництва ставить пастки на пардусів. Коли тварина потрапляє туди, її відпускають на довільну відстань від людей.
Звичайно загроза смерті не є для людей єдиною причиною полювання на індійських леопардів. На жаль, багато людей полює на цих леопардів через їх гарну шкіру, яка коштує немалих коштів. В Китаї, Індії, Непалу дуже процвітає незаконна торгівля шкурами цих тварин. Через це популяція пардуса індійського скорочується. Наприклад, лише в Індії за 10 років браконьєри вбили понад 2800 леопардів цього виду.

## Галерея

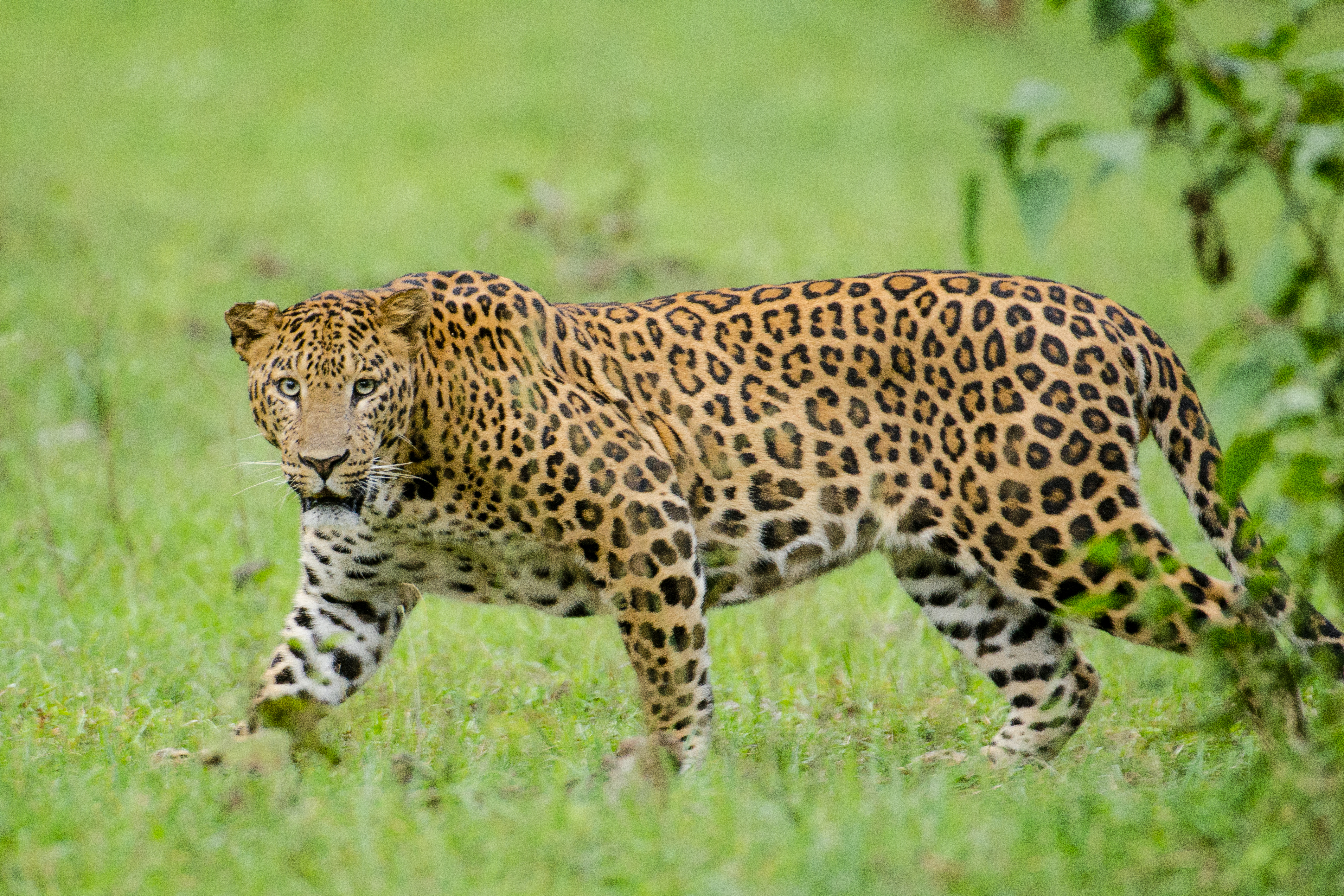
Індійський пардус в Національному парку Нагархол, Індія
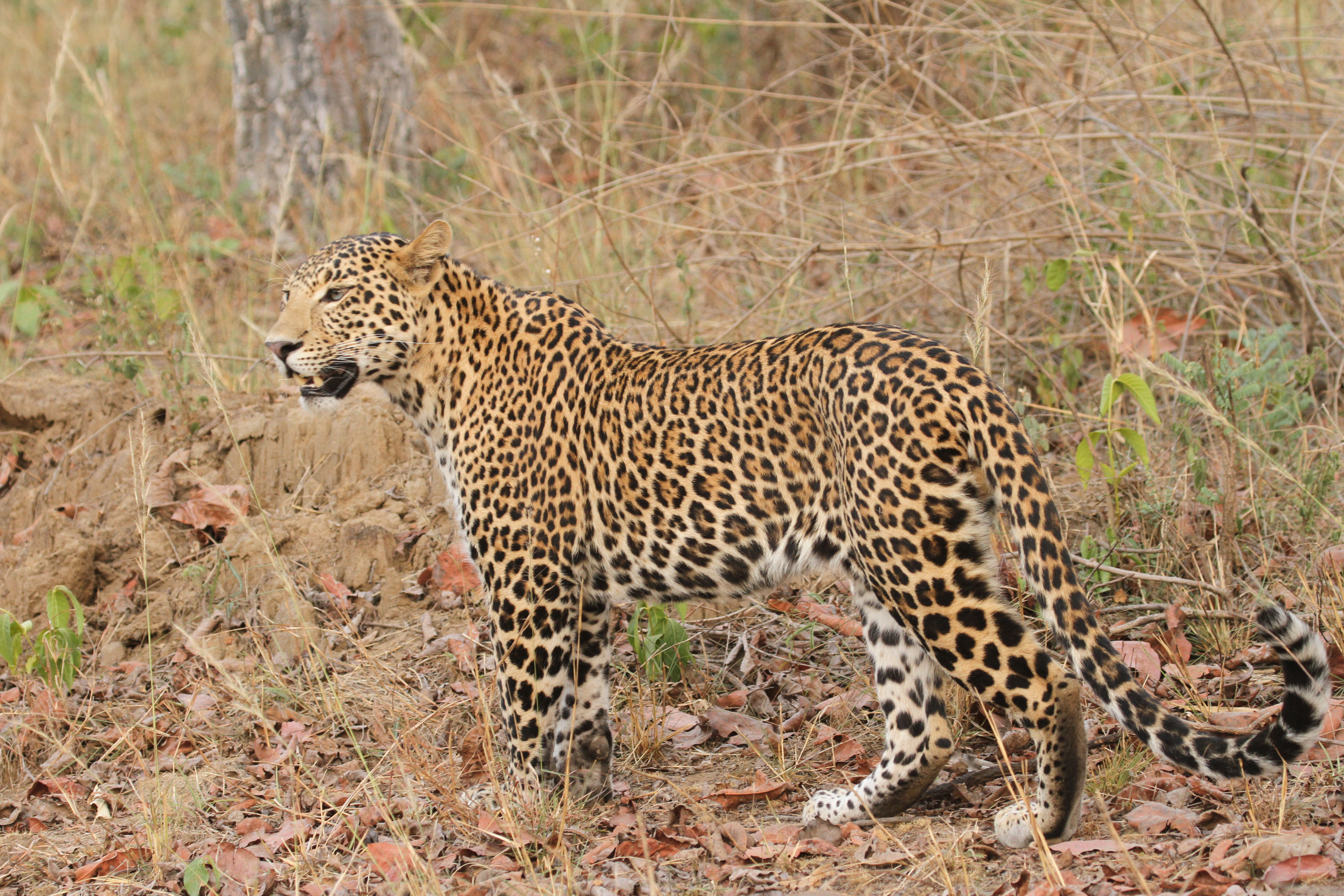
Національний парк Саптура, Індія
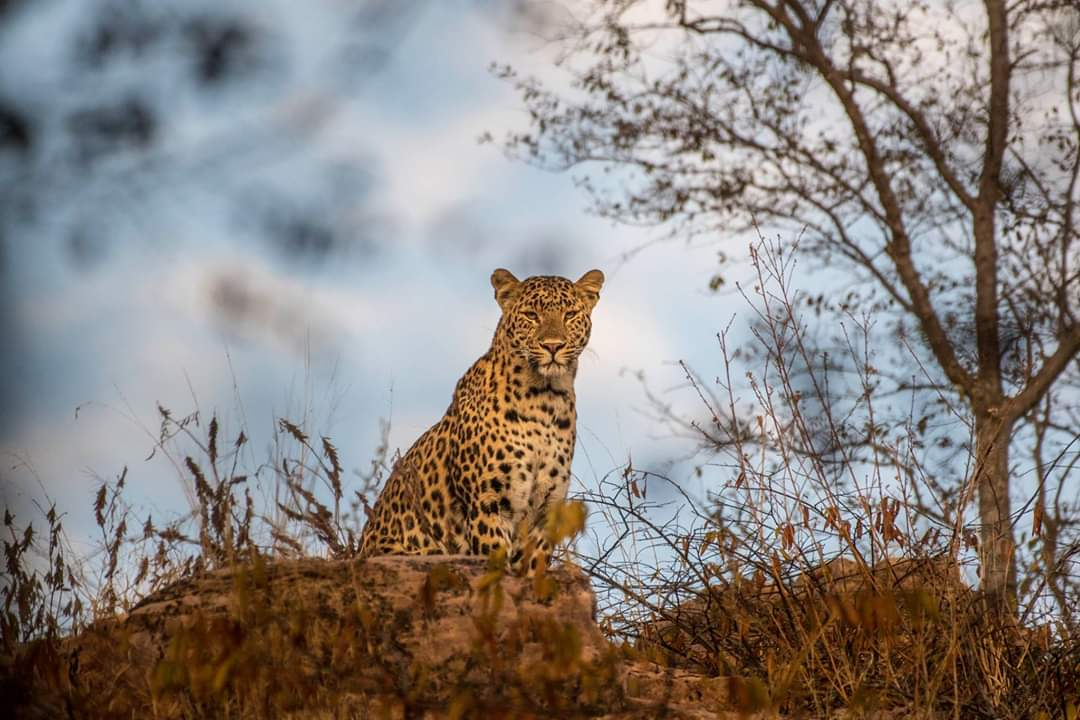
Національний парк Ранхтамбор, Індія